# Ivan Martinac
Ivan Martinac (Split, 28. ožujka 1938. — Split, 4. rujna 2005.), hrvatski filmski redatelj, scenarist, montažer, produkcijski dizajner,pjesnik i kino pedagog

## Životopis
Rodio se je u Splitu 1938. godine. Dok je studirao arhitekturu u Beogradu, počeo je snimati filmove prema vlastitim scenarijima. Nastavio je u Kinoklubu Split i u produkciji profesionalnih filmskih kuća. Velike stvarateljske energije, britkih misliju, nadahnjujući za suradnike, poticao je na bavljenje filmom i na stvaranje generacije splitskih kreativaca okupljenih oko Kinokluba Split. Svestrani umjetnik i intelektualac s naslovom 'majstora eksperimentalnog filma'. 
Arhitektonska naobrazba utjecala mu je na rad, pa je gledatelj dojma da Martincu montažom češće upravljaju izražajna sredstva kao što su ritam, kompozicija, linija, ploha, boja, struktura, a ne logika zbivanja ili pravila filmskoga plana. Martinčev osnovni element filma je kvadrat, sličica, a ne kadar ili zbivanje u kadru.:133
U ranim godinama postao je legenda neprofesijskog filma, te autor čiji se naslovi vrte po prestižnim programima svjetske filmske avangarde. Odmah prvim radovima najavio se kao underground poetike, kontemplativna stila i stroge forme, a te su osobine odlikovale filmove realizirane u njegovu 'matičnom' kinoklubu Split te u profesionalnoj produkciji. Primjer tog su trilogija 'Suncokreti' ('Preludij', 'Trakavica i Avantira', 'Moja gospođa', 1960.) i 'Rondo' (1962.). Objavio je desetak knjiga poezije, snimio sedamdesetak kratkih filmova i jedan cjelovečernji film.
Od toga mu je oko pedeset filmova potpuno auktorsko ostvarenje. Početna faza snimanja mu je "beogradska", što je u svezi sa studijem arhitekture. Splitski dišpet donio mu je tijekom te faze međunarodno priznanje. Beogradski su kinoamateri tvrdili da se "u splitskom kino klubu uglavnom jede i pije", što i nije bilo daleko od istine, ali povrijeđeni ponos i dišpet učinio je svoje te je 1960. godine snimio svoj prvi "splitski" film Meštrović  (Egzaltacija materije) kojim je polučio uspjeh. Na međunarodnome filmskom festivalu u Beču dobio je brončanu plaketu UNICA-e, prvo međunarodnog priznanje koje je dobila ondašnja amaterska kinematografija u Jugoslaviji. Od 1964. godine Ivan Martinac ponio je naslov "majstora amaterskog filma" koju mu je dodijelio Foto-kino savez Jugoslavije.:132
Kroz Martinca i u Martinčevim djelima odiše rodni Split, "Sve je uvjetovano i dano samim Splitom. I gradom i ljudima...Martinac je čvrsto svoje noge zabetonirao u Split i ne može, i ne želi, i neće dopustiti ni jednoj mehaničkoj ili ljudskoj sili da pokuša nadvladati idealan spoj njegove vezanosti za grad i perfekcionističke scenografije cijeloga njegova opusa. " Zahvaljujući Martincu, rodni mu je grad preko njega i ostalih filmaša splitske škole alternativnog filma postao jednim od najsnimanijih gradova na svijetu. Tu su filmovi: Monolog o Splitu (1962.), Grad se nastavlja (1976.), Kuća na pijesku (1985.), Grad u sivom (1992.). Većina je Martinčevih filmova neraskidivo u svezi sa splitskom filmskom zajednicom i Splitom, s kulturnim tradicijama i vizualnim (npr. arhitektonskim) strukturama grada Splita, zbog čega je Martinčev opus zanimljiv segment hrvatske filmske povijesti.:131
Najistaknutija Martinčeva ostvarenja ('Monolog o Splitu', 'Armagedon ili kraj (1964.)', 'Mrtvi dan (1965.)', 'Fokus (1967.)', 'Sve ili ništa (1968.)') pomno su montažno ritmizirane poetske refleksije o životu i smrti, prostoru i vremenu, a istodobno strukturalna traganja za 'čistim filmom', koja nastavlja i u cjelovečernjem djelu, 'filmu stanja' 'Kuća na pijesku' (1985.).
Zaljubljen u film, osobito u djelo Bressona i Dreyera, uspoređivan s Antonionijem i drugim europskim modernistima, hvaljen i nagrađivan, ali katkada nedovoljno shvaćen u vlastitoj zemlji, iznimno cijenjen u inozemstvu, Martinac je svome Splitu, kojemu je bio najvjerniji portretist, i hrvatskome filmu, gdje ga je pratio glas osebujnoga filmskoga genija i mislioca, ostavio opus neprocjenjive umjetničke vrijednosti.
1981. Jedan je od najistaknutijih i najvidljivijih filmskih kritičara, ujedno i vodeći specijalist za one nedominantne filmske vrste: animaciju i dokumentarac.

O Martincu je napravljena istoimena monografija povodom 41. obljetnice filmskog stvarateljstva (1960. – 2001.).

## Filmografija
Izbor iz filmova::131, 132, 134, 137
- Suncokreti (1961.), trilogija: Preludij, Trakavica i Avantira, moja gospođa
- Meštrović (Egzaltacija materije) (1960.), (prvo međunarodno priznanje jugoslavenskom kinoamaterizmu, brončana plaketa UNICA-e na festivalu u Beču)[6]
- Lavirint (1961.),
- Inocenti (1961.),
- Tragovi čovjeka (1961.),
- Monolog o Splitu (1962.),
- Rondo (1962.),
- Lice (1962.),
- Armagedon ili kraj (1964.),
- Mrtvi dan (1965.),
- Autoportret (1966.),
- Angelus (1966.),
- U sjećanju odjekuju koraci (1967.),
- I'm Mad (1967.),
- Fokus (1967.),
- Lijepo je imati grobnicu – vječnu kuću (1967.),
- Sve ili ništa (1968.),
- Autoput Zagreb – Split (1971.),
- Grad se nastavlja (1976.),
- Kuća na pijesku (1985.),
- Grad u sivom (1992.)

## Citati
- »Moj je film montiran u kvadrat.«([5][2]:133 )
- »Kamera je kameno oko, poput onog s bista zaštitnika grada«([2]:134 )

## Nagrade i priznanja
- brončana plaketa UNICA-e 1960. na festivalu u Beču za film Meštrović (Egzaltacija materije)
- naslov majstora amaterskog filma 1964., dodijelio Foto-kino savez Jugoslavije

## Vanjske poveznice
- Ivan Martinac u internetskoj bazi filmova IMDb-u (engl.)